# Kotah
Kotah is een bestuurslaag in het regentschap Sampang van de provincie Oost-Java, Indonesië. Kotah telt 3223 inwoners (volkstelling 2010).